# 凱夫鎮區 (伊利諾伊州富蘭克林縣)
凱夫鎮區（英語：Cave Township）是位於美國伊利諾伊州富蘭克林縣的一個行政鎮區。

## 地方資料
根據2010年美國人口普查的數據，凱夫鎮區的面積為94.60平方千米，當中陸地面積為92.60平方千米，而水域面積為2.00平方千米。當地共有人口1716人，而人口密度為每平方千米18.14人。